# Perkebunan Kwala Gunung
Perkebunan Kwala Gunung is een bestuurslaag in het regentschap Batu Bara van de provincie Noord-Sumatra, Indonesië. Perkebunan Kwala Gunung telt 129 inwoners (volkstelling 2010).